# Pseudoheriades
Pseudoheriades is een geslacht van vliesvleugelige insecten van de familie Megachilidae.

## Soorten
- P. grandiceps Peters, 1988
- P. mevatus (Gupta & Sharma, 1993)
- P. moricei (Friese, 1897)
- P. pellucidus (Cockerell, 1920)
- P. pentatuberculata (Gupta & Sharma, 1993)
- P. rufomandibulata (Gupta & Sharma, 1993)
- P. tolawasensis (Gupta & Sharma, 1993)
- P. unispinosus (Friese, 1925)